# Oyan Trung Phi
Oyan Trung Phi (Poiana richardsonii) là một loài động vật có vú trong họ Cầy, bộ Ăn thịt. Loài này được Thomson mô tả năm 1842.

## Hình ảnh

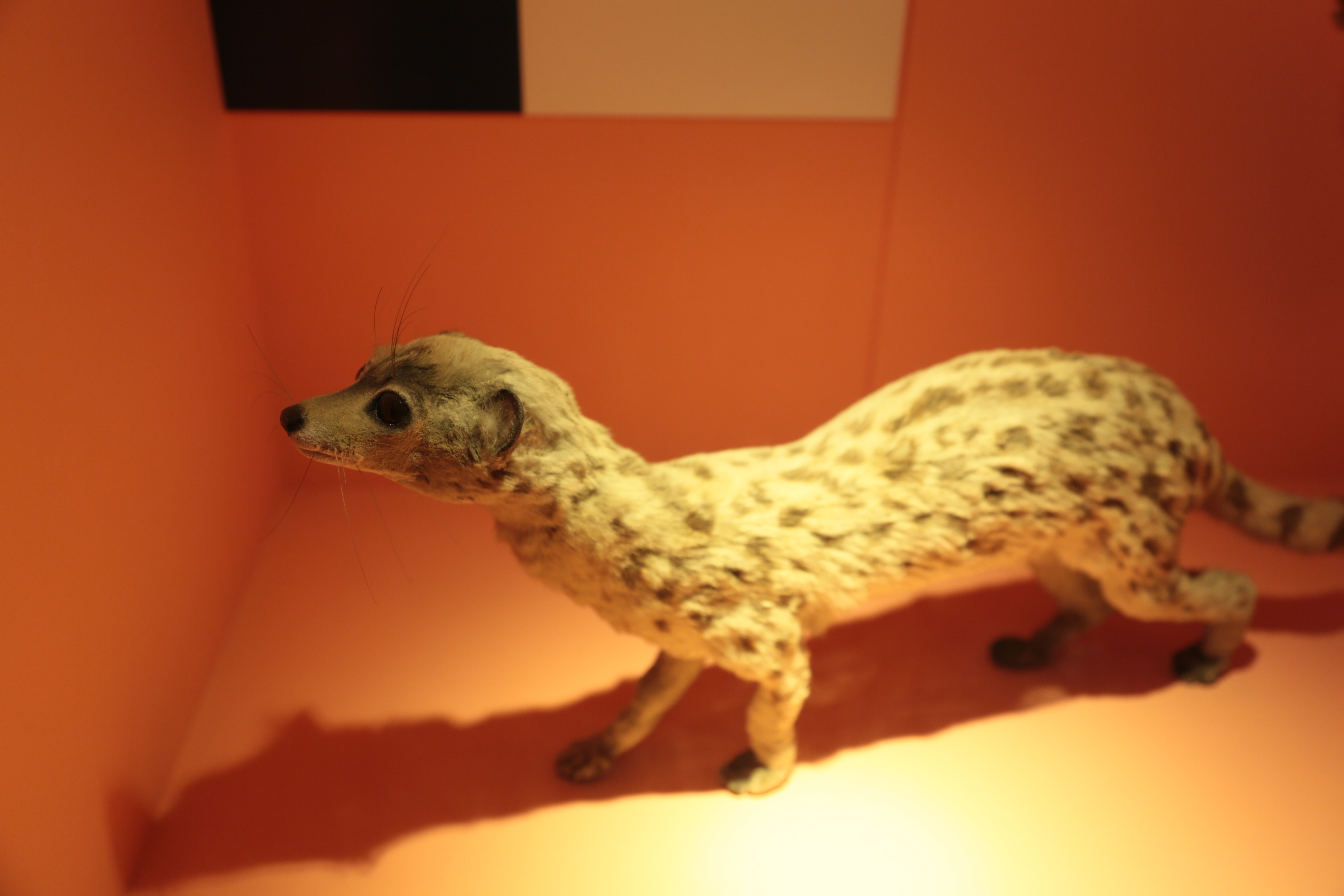